# Степни, Найджел
На́йджел Сте́пни (англ. Nigel Stepney; 14 ноября 1958 — 2 мая 2014) — английский инженер Формулы-1.

## Биография
Впервые пришёл в Формулу-1 в качестве механика в конце 1980-х, работал в команде «Benetton». В 1996 году вместе с Михаэлем Шумахером и Россом Брауном перешёл в «Ferrari». Известен тем, что на Гран-при Испании 2000 года был сбит Михаэлем Шумахером. Степни производил дозаправку, когда механик с табличкой случайно подал гонщику сигнал на старт. Машина тронулась с места, сломав Степни щиколотку.
Позднее Степни был повышен до главного механика и главного тестового инженера «Феррари» и с 2007 года не занимался организацией гонок.
В середине 2007 года Степни стал фигурантом скандала, связанного с промышленным шпионажем в пользу McLaren. В баках машин «Ferrari» после Гран-при Монако 2007 года был обнаружен подозрительный белый порошок. Руководство «Феррари» подало в суд на своего сотрудника, обвинив его в саботаже, а также в передаче информации конкурентам. По сведениям «Ferrari», Степни отправлял данные о машинах своей команды сотруднику McLaren и своему другу Майку Кохлену. Сам Степни отвергал эти обвинения. В 2010 году его приговорили к 20 месяцам тюремного заключения и штрафу.
Погиб в ДТП 2 мая 2014 года.